# Río Lucio
El río Lucio es un curso de agua de Burgos y Palencia, en España. Nace en las proximidades de Solanas de Valdelucio, en el valle de Valdelucio
Hasta su desembocadura en el Camesa pasa por los términos de 
Barrio-Lucio, La Riba de Valdelucio, Escuderos, Quintanas de Valdelucio, Renedo de la Escalera, Fuencaliente de Lucio,  Puentetoma, y Renedo de la Inera. Tras la unión con el Camesa, las aguas de ambos río desaguan en el Pisuerga 800 m más abajo. El lugar de desembocadura se encuentra a los pies del espacio natural protegido de las Tuerces, un extenso cerro en el que la erosión y el karst ha modelado la caliza en formas muy llamativas. 

## Hidrogeología y edafología
Su lecho forma una cubeta de fondo plano a una altura regular de 900 m s. n. m. encajonada entre páramos que superan los 1000 m s. n. m.. Este encajonamiento es más estrecho en el primer tramo que discurre entre Las Loras burgalesas, y más abierto según se acerca a su desembocadura, en los páramos cántabros y palentinos de Aguilar de Campoo,
El material más característico del sustrato son las tierras pardas húmedas calizas, ricas en minerales y fértiles para cultivos como la patata, que es el producto más cosechado en este valle. La recolección de patatas en la comarca supone más de un tercio de la de toda España. El nivel medio de precipitaciones anuales en el fondo del valle es de 600 mm. La composición del terreno propicia el fenómeno cárstico, por lo que la red hidrológica tiene un importante recorrido subterráneo, mientras que las corrientes superficiales se ven a menudo interrumpidas por sumideros que se suceden entre afloramientos.